# Mercè Abella i Alonso
Maria de la Mercè Abella i Alonso (Barcelona, 1846 - 13 de desembre de 1924), coneguda com a Mercè Abella, va ser una actriu catalana de l'últim terç del segle xix. Va treballar, entre d'altres, als teatres de l'Odeon i Romea de Barcelona de primera actriu.

## Biografia
Com moltes altres actrius, abans de dedicar-se al teatre català formava part de les companyies de declamació castellanes. Reeixí en els papers de dama jove i, més tard, fou primera actriu. Va començar en el món del teatre als 10 anys formant part d'una companyia d'aficionats representant l'obra de Francesc Camprodón Flor de un dia. El seu debut com a professional és també amb una obra del mateix Camprodón, La teta gallinaire. És contractada com a dama jove per primera vegada al Romea la temporada 1871-1872, on actua amb Caterina Mirambell, Balbina Pi i Olivella i Francisca Soler, i on representa El alcalde de Zalamea, de Calderón, La flor en la muntanya, de Ramon Bordas i Estragués, i El rector de Vallfogona, de Pitarra. Roman diverses temporades en aquest teatre, on estrena obres de Víctor Balaguer i d'Ubach i Vinyeta. També forma part de la companyia catalana del Teatre Romea que fa funcions al Liceu durant la temporada 1871-72 i 1872-73, sota la direcció de Joaquim Garcia Parreño, i a l'Olimp.
El 1880 marxa a València, i a l'estiu d'aquest any actua al Teatre-Circ de Mallorca amb Lleó Fontova. Durant els anys següents, treballa al Liceu (1881-82), al Tívoli (83-84) i el 1886 torna al Romea, on s'hi està fins a la temporada 1891-92, quan passa al Novetats. Al teatre del carrer Hospital estrena La filla del mar, de Guimerà, per primera vegada com a primera actriu; a més d'altres obres de Guimerà, també representa peces de Soler i Hubert, Pitarra i Victor Balaguer, autors de moda llavors. A l'estiu de 1883 treballa al Novetats amb la companyia Valero-Vico.
Malalties i problemes personals, entre els quals la mort d'un fill, la fan deixar la carrera d'actriu cap a mitjans dels anys 80. La seva situació econòmica era molt precària. Els últims dies de la seva vida va poder gaudir d'una petita pensió que li passava l'Ajuntament de Barcelona, gràcies a l'actor i director Ermengol Goula, a qui coneixia des que estudiava al Conservatori de Declamació, i que va deixar escrit que a la seva mort (1922) la seva pensió fos per a ella. Va morir al desembre de 1924, quan ja feia vint anys que s'havia retirat dels escenaris.